# USSF-44
Mise USSF-44 je čtvrtá mise Falconu Heavy společnosti SpaceX. Měla původně proběhnout v červenci 2021 a zahrnovat vynesení několika vojenských satelitů pro Vesmírné síly Spojených států amerických s celkovou hmotností pod 3,7 tuny. Při této misi zamíří raketa SpaceX poprvé přímo na geostacionární dráhu namísto toho, aby svůj náklad na GEO vyslala jen po přechodové dráze. Díky tomu ušetří vynášené satelity část paliva, pro nosnou raketu bude ale taková mise o to náročnější. Mise nakonec proběhla 1. listopadu 2022. 

## Průběh mise
Raketa odstartuje z Mysu Caneveral z rampy LC-39A. Po pár minutách se odpojí boční stupně, které však již nebudou mít dostatek paliva na to, aby se pro přistání dokázaly vrátit na Floridu. Vyplout by tedy měly obě přistávací plošiny, JRTI i ASOG, jež budou umístěny pár set kilometrů od pobřeží, aby na nich mohly boční stupně přistát. Přistání obou bočních stupňů proběhne zároveň, stejně jako tomu bylo při předchozích misích. Vzhledem k náročnosti mise bude muset centrální stupeň vypotřebovat i palivo nezbytné pro přistání, o které se tak ani nepokusí; lze očekávat, že při startu nebude mít ani přistávací nohy, ani roštová kormidla. Druhý stupeň mezitím udělá několik zážehů, čímž umístí várku satelitů na geostacionární oběžnou dráhu.